# Basílica del Santo Cristo de la Gracia (Barquisimeto)
La Basílica del Santo Cristo de la Gracia  o alternativamente Basílica Menor Santo Cristo de la Gracia y a veces conocida simplemente como "El Cristo" es el nombre que recibe un templo de la Iglesia Católica que se encuentra ubicado en la Carrera 23, entre calles 31 y 32 en la ciudad de Barquisimeto, capital del Estado Lara, en la Región Centroccidental del país sudamericano de Venezuela.

## Historia
La historia de esta basílica comienza el primero de julio de 1934, con un culto en una casa de familia ubicada en la avenida 5 de Julio (calle 30), cuya capilla recibía el nombre de «Santo Cristo de la Gracia». Los inicios de los papeleos para la adquisición del terreno ubicado en la esquina de la calle 30 con carrera 23 comenzaron el 25 de septiembre de 1936.
El 25 de abril de 1940, Monseñor Enrique María Dubuc, Obispo de Barquisimeto, bendice la primera piedra, que después de quince años, el  27 de marzo de 1955, se concluyen las obras de las dos naves y se coloca el Vía Crucis en su entrada principal. seguidamente, para el 30 de octubre de 1955, se realiza la bendición del Templo por parte del Monseñor Críspulo Benítez y, bendice además la imagen del «Santo Cristo de la Gracia», imagen tallada en madera de 3 metros de alto.
Para el 29 de junio de 1959 se celebran las bodas de plata de los Pasionistas en Barquisimeto, con este motivo se hacen los bancos de madera de caoba, el Retablo de estilo gótico, el Altar de mármol y el Sagrario de bronce. Obtuvo la condición de basílica menor por decisión del papa Juan Pablo II en enero de 1994 después de la petición realizada ante la Santa Sede en 1989.